# Constantin Daicoviciu (Caraș-Severin)
Pour l’article homonyme, voir Constantin Daicoviciu.
Constantin Daicoviciu (en hongrois : Kavarán) est une commune du județ de Caraș-Severin en Roumanie.